# Povstání na Sinajském poloostrově
Povstání na Sinajském poloostrově je konflikt vedený militantními islamistickými skupinami na Sinajském poloostrově, který trvá od roku 2011 od svržení dlouholetého egyptského prezidenta Husního Mubáraka. Islamisté působící převážně na severovýchodě Sinajského poloostrova u hranice s Izraelem uskutečňují teroristické útoky, a to jak na ozbrojené složky Egypta tak na civilisty. Teroristické skupiny působí i v jiných částech Egypta. Jejich činnost je ve srovnání s jinými státy světa nicotná, jejich zdroje a podpora jsou omezené, čímž se za každou cenu nepokoušejí ovládat území či si dokonce založit svůj stát, ale soustředí se na záškodnické akce. Každoročně v celém Egyptě přijde o život řádově 100 až 300 lidí.